# Gianluca Vialli
Gianluca Vialli, född 9 juli 1964 i Cremona, Lombardiet, död 6 januari 2023 i London, var en italiensk fotbollsspelare och tränare.
Han var med och vann Sampdorias första och hittills enda ligatitel 1991, då han även vann skytteligan i Serie A med 19 mål på 26 matcher.
1992 såldes Vialli till Juventus för världsrekordsumman 12,5 miljoner pund.
Vialli var spelande manager för Chelsea FC under säsongen 1999.
Han var en av totalt tio fotbollsspelare som har vunnit alla de tre stora europeiska klubbturneringarna och den enda i historien som vunnit både guld- och silvermedaljer i alla tre cuperna.
Landslagsmässigt kan nämnas att han sänkte Sverige i kvalspelet till Europamästerskapet i fotboll 1988 med båda målen (2–1) i Sveriges sista match. En svensk vinst där och Italien hade inte kunnat vinna gruppen.

## Bakgrund
Gianluca Vialli far hade gjort sig framgångsrik och blivit miljonär i byggbranschen. Vialli växte därför upp med sina föräldrar och fyra syskon i slottet Castello di Belgioioso i Belgioioso, Cremona. Slottet har 60 rum.

## Hälsa
I november 2018 avslöjade Vialli att han framgångsrikt behandlats för bukspottkörtelcancer och den 13 april 2020 framkom att han hade tillfrisknat från sjukdomen som han lidit av i 17 månader. Den 21 december 2021  kommunicerades att han fått recidiv. Vialli avled den 6 januari 2023 i sviterna av sjukdomen, 58 år gammal.

## Meriter

### Spelare
- EM i fotboll: 1988 - Brons
- VM i fotboll: 1990 - Brons
- Segrare Serie A 1990/1991 med Sampdoria
- Skytteligaseger i Serie A 1990/1991 för Sampdoria
- Segrare Coppa Italia 1984–85, 1987–88, 1988–89 med Sampdoria
- Segrare Uefacupen 1989/1990 med Sampdoria
- Segrare Uefacupen 1992/1993 med Juventus
- Segrare Serie A 1994/1995 med Juventus
- Segrare Coppa Italia 1994–95 med Juventus
- Segrare Champions League 1995/1996 med Juventus